# Marattiidae
De Marattiidae vormen volgens het PPG I-systeem voor de classificatie van Polypodiopsida (varens) door de Pteridophyte Phylogeny Group (PPG) een kleine onderklasse van de Polypodiopsida. De zijn Marattiidae een zustergroep van de leptosporangiate varens, de onderklasse Polypodiidae met zeven ordes.
De onderklasse Marattiidae omvat de orde van de Marattiales met slechts één familie, de Marattiaceae met zes geslachten en 111 soorten.
Opmerking: alternatieve namen voor varens zijn: Filicinophyta, Monilophyta, Moniloformopses of varens en varenachtigen, Pteropsida, Pterophyta of Pteridophyta.